# Mîkola Lîsenko
Mîkola Vitaliiovîci Lîsenko (în ucraineană Мико́ла Віта́лійович Ли́сенко; n. 10/22 martie 1842, Hrînkî, uezdul Kremenciug⁠(d), Malorossia⁠(d), Imperiul Rus – d. 6 noiembrie 1912, Kiev, gubernia Kiev⁠(d), Imperiul Rus) a fost un compozitor, pianist, dirijor și etnomuzicolog⁠(d) ucrainean din perioada romantică târzie. Pe durata activității sale, a fost figura centrală a muzicii ucrainene⁠(d), creația sa constând din opere, lucrări corale, piese de orchestră și de cameră și o mare varietate de compoziții pentru pian. Îi este atribuit un rol esențial în renașterea națională ucraineană⁠(d), fiind în acest sens contemporan cu Grieg în Norvegia, Grupul celor cinci în Rusia, precum și Smetana și Dvořák în Cehia.
Studiind și inspirându-se din muzica populară ucraineană⁠(d), în același timp insistând asupra utilizării limbii ucrainene în defavoarea culturii ruse omniprezente în acea perioadă, a creat compoziții esențiale pentru muzica ucraineană.
Pentru a promova cultura ucraineană, Lîsenko a compus muzică pe motivele lucrărilor multor poeți ucraineni, în special Taras Șevcenko, pe care l-a admirat deosebit de mult. Decorul muzical al poemului patriotic „Rugăciune pentru Ucraina⁠(d)” de Oleksandr Konîskîi⁠(d) a devenit imnul spiritual al Ucrainei. Lîsenko a avut o influență profundă asupra compozitorilor ucraineni de mai târziu, printre care Stanîslav Liudkevîci⁠(d), Oleksandr Koșîț⁠(d), Kîrîlo Stețenko⁠(d), Iakiv Stepovîi⁠(d) și, mai ales, Mîkola Leontovîci.
Numele său este purtat de un concurs internațional de muzică⁠(d), iar în trecut și de o școală de muzică⁠(d), care între timp a devenit Universitatea de Stat de Teatru, Film și Televiziune „Ivan Karpenko-Karîi” din Kiev⁠(d).

## Biografie

### Viață timpurie

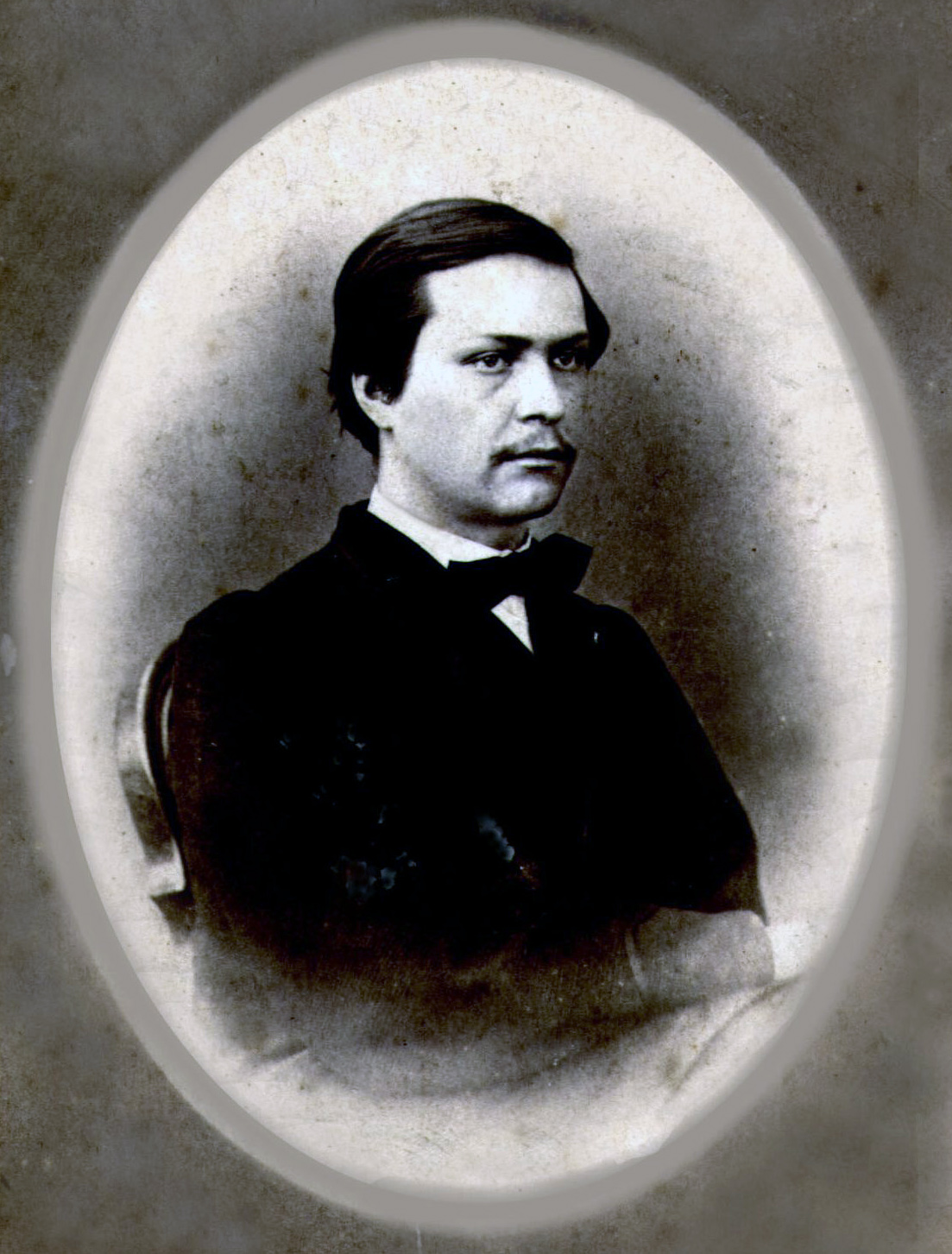
Lîsenko în 1865

Mîkola Vitaliiovîci Lîsenko (în sursele ruse și Nikolai Vitalievici Lîsenko) s-a născut la Hrînkî, lângă uezdul Kremenciug⁠(d) din gubernia Poltava⁠(d) (în prezent Kremenciug, regiunea Poltava, Ucraina), la 22 martie 1842. Pe atunci, actualul teritoriu al Ucrainei era împărțit între Imperiul Rus și Imperiul Austro-Ungar. Familia Lîsenko⁠(d) era una înstărită și educată, provenind din aristocrația cazacă din secolul al XVII-lea. Printre membrii notabili ai dinastiei Lîsenko se numără colonelul Ivan Lîsenko⁠(d) (d. 1699), comandant al Regimentul Cernigov⁠(d) și participant în Războiul Ruso-Turc din 1976-1681 și în Campaniile de la Azov, și fiul acestuia, Fedir Lîsenko⁠(d) (d. 1751), asaul⁠(d) și judecător. Tatăl lui Mîkola Lîsenko a fost colonelul Vitalii Lîsenko⁠(d), strănepot al lui Fedir. Compozitorul a avut doi frați mai mici: Sofia Starîțka⁠(d) și Andrii Lîsenko⁠(d).
Mîkola Lîsenko și-a început studiile muzicale la o vârstă fragedă, învățând mai întâi să cânte la pian sub supravegherea mamei sale. La vârsta de nouă ani, și-a continuat studiile la la Kiev, unde a studiat pianul cu Alois Panoccini⁠(d) și teoria muzicală cu Nejnkevič. Unele din compozițiile sale timpurii din această perioadă au supraviețuit până astăzi, printre care o polka (c. 1851) și o nocturnă pentru pian (1859–1860), precum și o piesă pentru orchestră de coarde⁠(d), Moldavskaia, pizzicato rus (1859–1860). Din 1860, Lîsenko a frecventat gimnaziul din Harkov și a studiat științe naturale la Universitatea din Harkov⁠(d), iar mai târziu la Universitatea din Kiev. La Kiev și-a continuat studiile muzicale cu Dmitriev, Wilczyk și Wolner și a absolvit în 1865 obținând o diplomă în științe naturale. Lîsenko a făcut apoi doi ani de serviciu public în regiunea Tarașcea mediind litigii ale foștilor iobagi și revendicările lor de proprietate asupra pământului. Ulterior, a mers la Conservatorul din Leipzig⁠(d), Germania, unde între 1867 și 1869 a învățat pian cu Carl Reinecke⁠(d) și compoziție și teorie cu Ernst Richter⁠(d).

### Tânăr compozitor
Încă din tinerețe, Lîsenko a dezvoltat un entuziasm intens pentru muzica și cultura ucraineană, fiind influențat în mod special de bunicii săi și predilecția sa pentru cântecele țărănești. La începutul anilor 1860 a început să colecteze și să publice cântece populare ucrainene⁠(d), adesea cu ajutorul menestrelului și kobzarului⁠(d) Ostap Veresai⁠(d). Această activitate a rezultat mai târziu în publicarea a șapte volume de aranjamente și transcripții ale cântecelor populare ucrainene între 1868 și 1911. Lîsenko a fost influențat de filozofii Vissarion Belinski, Nikolai Cernîșevski și Aleksandr Herzen. Printre lucrările sale timpurii se regăsesc decoruri muzicale ale poeziilor ucrainene, în special ale celor scrise de Taras Șevcenko, a cărui creație a adaptat-o în lucrarea corală Zapovit („Testamentul”). Fervoarea sa naționalistă a mai fost alimentată de relațiile strânse cu scriitorul Mîhailo Starîțkîi⁠(d) (care îi era văr), istoricul Volodîmîr Antonovîci⁠(d) și savantul Tadei Rîlskîi, de asemenea de asocierea sa cu hromada⁠(d) din Kiev, Stara hromada⁠(d). Lîsenko a găsit că muzica era cel mai potrivit mediu pentru a-și exprima patriotismul și și-a propus să creeze o școală independentă de muzică ucraineană, în loc de a prelua stilurile existente de muzică clasică occidentală. În 1869, Lîsenko s-a întors la Kiev – în cuvintele istoricului muzical Richard Taruskin⁠(d), „s-a întors acasă ca naționalist muzical hotărât”.
La întoarcerea la Kiev, a continuat să aranjeze și să studieze melodiile populare ucrainene. Își împărțea timpul între rolurile de profesor de pian, angajat al filialei din Kiev a Societății Muzicale Ruse⁠(d) și compozitor. În această perioadă (1872-1873), Lîsenko a compus prima sa operă – Cernomorțî („Marinarii Mării Negre”). Tot atunci a scris o fantezie⁠(d) orchestrală intitulată Ukraiinskîi kazak-șumka („Șumka⁠(d) cazacului ucrainean”) și o piesă de cameră pentru flaut, vioară și pian, „Fantezie pe teme ucrainene”. Lîsenko a mers la Sankt Petersburg între 1874 și 1876 pentru a studia orchestrația⁠(d) cu Nikolai Rimski-Korsakov. Pe lângă Rimski-Korsakov, s-a întâlnit și cu alți membri ai celor cinci, în special cu Modest Musorgski, care lucra la o operă plasată în Ucraina, Sorocinskaia iarmarka⁠(d) („Târgul de la Sorociînțî”). În timpul scurtei sale șederi la Sankt Petersburg, Lîsenko a fost dirijorul unui cor și a scris cel puțin zece compoziții pentru pian într-o varietate de genuri.

### Stabilirea la Kiev și cenzura

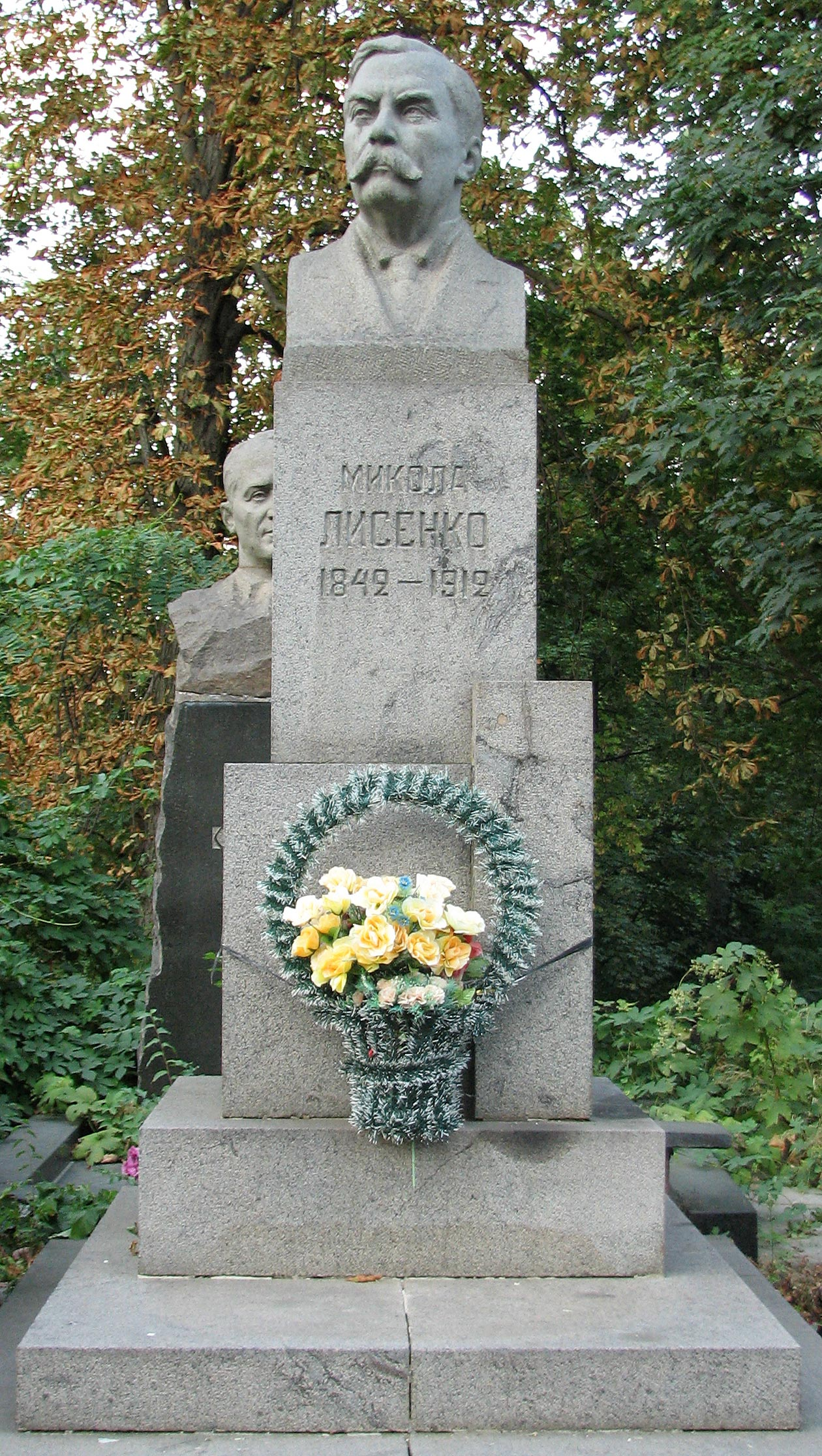
Mormântul lui Mîkola Lîsenko în cimitirul Baikove din Kiev.

Lîsenko s-a întors la Kiev în 1876 și a început să conducă un alt cor. Mulți dintre coriștii aflați sub îndrumarea lui Lîsenko au devenit mai târziu compozitori – Levko Revuțkîi⁠(d), Porfîrii Demuțkîi, Kîrîlo Stețenko⁠(d) și propriul fiu, Ostap Lîsenko⁠(d). În paralel, Mîkola Lîsenko organiza concerte pentru Veresai și dădea lecții de muzică, adesea la Institutul tinerelor nobile din Kiev⁠(d).
Către sfârșitul anilor 1870, Lîsenko a devenit o figură de frunte în muzica ucraineană. Fiind compozitor ucrainean într-un stat controlat de Rusia, a îndurat dificultăți continue din partea autorităților. Relația lui cu Societatea Muzicală Rusă s-a deteriorat treptat, până când Lîsenko a fost ignorat complet. Spre deosebire de colegii săi ruși, Lîsenko nu a primit sprijin de stat, întâmpinând dimpotrivă piedici din partea oficialilor ruși. Activitățile sale în sprijinul culturii ucrainene au servit ca motiv pentru filarea constantă de către autorități și atacuri frecvente în presa locală. A atras în special atenția prin întâlnirile sale frecvente cu alți patrioți ucraineni, iar mai târziu prin sprijinul pentru revoluția din 1905 și fondarea Clubului Ucrainean⁠(d). A fost închis pentru poziția sa față de revoluție în 1907.
Ucazul de la Ems din 1876, care interzicea folosirea limbii ucrainene în scris, a fost unul dintre cele mai importante obstacole întâmpinate de Lîsenko; el a fost nevoit să-și publice unele partituri în străinătate, iar interpretarea în țară a operelor sale muzicale trebuia autorizată de cenzorul imperial. Lîsenko a insistat ca în libretele sale de operă să fie folosită numai limba ucraineană, opunându-se, printre altele, traducerii în rusă a operei Taras Bulba⁠(d), în ciuda faptului că aceasta era prea ambițioasă pentru a fi pusă în scenă în teatrele din Ucraina. Ceaikovski era impresionat de operă și voia să o prezinte la Moscova, însă acest lucru nu s-a întâmplat din cauza insistenței autorului ca interpretarea să fie făcută în ucraineană.

### Cariera din ultimii ani
În ultimii săi ani de viață, Lîsenko a inițiat strângeri de fonduri pentru deschiderea unei școli de muzică ucrainene, cunoscută ca școala de muzică Lîsenko⁠(d). Fiica lui, Mariana⁠(d), a devenit o pianistă, iar fiul Ostap⁠(d) a predat muzică la Kiev.

## Activitate muzicală
Compozitorul, pianistul, dirijorul și etnomuzicologul Mîkola Lîsenko a fost figura centrală a muzicii ucrainene în anii săi de activitate. A fost un compozitor prolific, scriind o mulțime de piese pentru pian, peste o sută de cântece lirice, opere, precum și muzică orchestrală, de cameră și corală.

### Opere
Lîsenko a scris o serie de lucrări de operă, printre care opera clasică ucraineană Natalka Poltavka⁠(d), dar și Utoplena⁠(d) (după O noapte de mai⁠(d) de Gogol), Taras Bulba⁠(d), Nocturne⁠(d) și două opere pentru copii – Koza-dereza⁠(d) și Pan Koțkîi.

### Cântece lirice
Printre compozitorii ucraineni ai secolului al XIX-lea, Lîsenko a fost cel mai înflăcărat adept al cântecelor lirice⁠(d) (în ucraineană ліричні пісні / „lirîcini pisni”). Cele 133 astfel de lucrări „relatează o poveste minunat de detaliată și aprinsă a vieții europene din secolul al XIX-lea și începutul secolului al XX-lea”. Aceste cântece sunt de obicei compoziții continue⁠(d) cu atenție deosebită acordată detaliilor textului. Abordarea lui Lîsenko îmbină caracteristicile muzicii populare ucrainene și cele ale muzicii clasice occidentale. Din muzica populară el a împrumutat apelarea frecventă la ornamentică⁠(d), metru neobișnuit și afecte caracteristice melodiilor populare, iar din muzica clasică a preluat, printre altele, utilizarea romantică a cromatismului⁠(d) intens, lucru tipic pentru muzica clasică din secolul al XX-lea⁠(d). Cântecele sale acoperă o varietate mare de subiecte, cuprinzând, conform muzicologului Dagmara Turciîn, o „[gamă] uimitor de largă – monologuri dramatice înflăcărate și elegii meditative, declarații filozofice profunde și scene populare pline de culoare, serenade lirice și cântece extatice de dragoste, un vals melancolic și o dumka eroică [...]”.
Lîsenko a scris muzică pe versurile mai multor poeți, în special ale moderniștilor ucraineni, considerând că aceasta este cea mai eficientă metodă de a-și exprima convingerile patriotice și politice. Astfel, el a abordat opera lui Ivan Franko, Ievhen Hrebinka⁠(d), Oleksandr Oles⁠(d), Stepan Rudanskîi⁠(d), Șcegolev, Starîțkîi și Lesia Ukrainka, dar și a străinilor precum Heinrich Heine, Adam Mickiewicz și Semion Nadson⁠(d). El a fost deosebit de devotat lui Taras Șevcenko, înșirând pe partitură 82 de texte din antologia „Kobzar⁠(d)” a poetului. În Ucraina, Lîsenko este considerat deopotrivă cu Șevcenko esența culturii și identității ucrainene.

### Cor
Lîsenko a scris trei cantate pentru cor și orchestră, toate după textele lui Taras Șevcenko. De asemenea, a aranjat aproximativ 500 de cântece populare pentru voce și pian, cor și pian sau cor a cappella. A comemorat decesul lui Șevcenko prin două lucrări: un marș funerar (1888) după versurile lui Ukrainka și o cantată (1911).
Transpunerea corală din 1885 a unui poem patriotic de Oleksandr Konîskîi⁠(d), destinat inițial corului de copii, a devenit cunoscut la nivel internațional drept „Rugăciune pentru Ucraina⁠(d)”, un imn spiritual al țării.

### Pian
Cele mai cunoscute lucrări pentru pian ale lui Lîsenko sunt Suita ucraineană în formă de dansuri antice, două rapsodii (cea de-a doua – Dumka-șumka), Scherzo eroic și Sonata în la minor. A mai scris nocturne⁠(d), poloneze etc. Unele lucrări pentru pian dezvăluie influența lui Frédéric Chopin.

### Muzică de cameră
Muzica de cameră a lui Lîsenko include un cvartet de coarde, un trio pentru două viori și o violă, cât și o serie de lucrări pentru vioară și pian.

## Cercetări etnomuzicologice

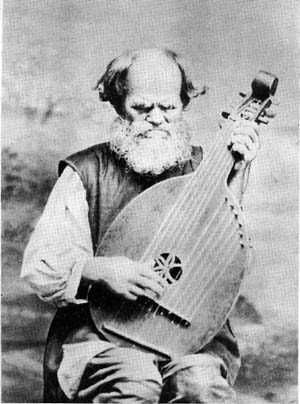
, cu care Lîsenko a avut o colaborare îndelungată

Primele studii etnomuzicologice⁠(d) Lîsenko le-a făcut asupra kobzarului⁠(d) orb Ostap Veresai⁠(d) și le-a publicat în 1873 și 1874. El a continuat să cerceteze și să transcrie repertoriul kobzarilor din alte regiuni, precum Opanas Slastion⁠(d) din Poltava și Pavlo Bratîțea din Cernigov. A efectuat un studiu amănunțit al altor instrumente populare ucrainene, cum ar fi torbanul⁠(d). Datorită colecției sale de eseuri despre instrumentele populare ucrainene, Mîkola Lîsenko este recunoscut drept fondatorul organologiei⁠(d) ucrainene și unul dintre primii organologi din Imperiul Rus.
Lucrările sale etnomuzicologice includ:
- Lîsenko, Mîkola (1874). Кобзарь Остап Вересай: Его музыка и исполняемые им народные песни. Характеристика музыкальных особенностей малорусских дум и песен, исполняемых кобзарем Остапом Вересаем [Kobzarul Ostap Veresai: Muzica lui și cântecele populare interpretate de el. Caracterizarea particularităților muzicale ale baladelor și cântecelor maloruse interpretate de kobzarul Veresai]. Kiev.
- —— (iulie 1888). „Дума о Хмельницьком и Барабаше” [Balada lui Hmelnîțkîi și Barabaș]. Kievskaia starina: p. 15-23.
- —— (martie 1892). „О торбане и музыке песен Видорта” [Despre torban și muzica lui Vidort]. Kievskaia starina: p. 381-387.
- —— (1894). „Народні музичні струменти на Вкраїні” [Instrumentele muzicale tradiționale ale Ucrainei]. Zorea. Liov.

## Moștenire și influență

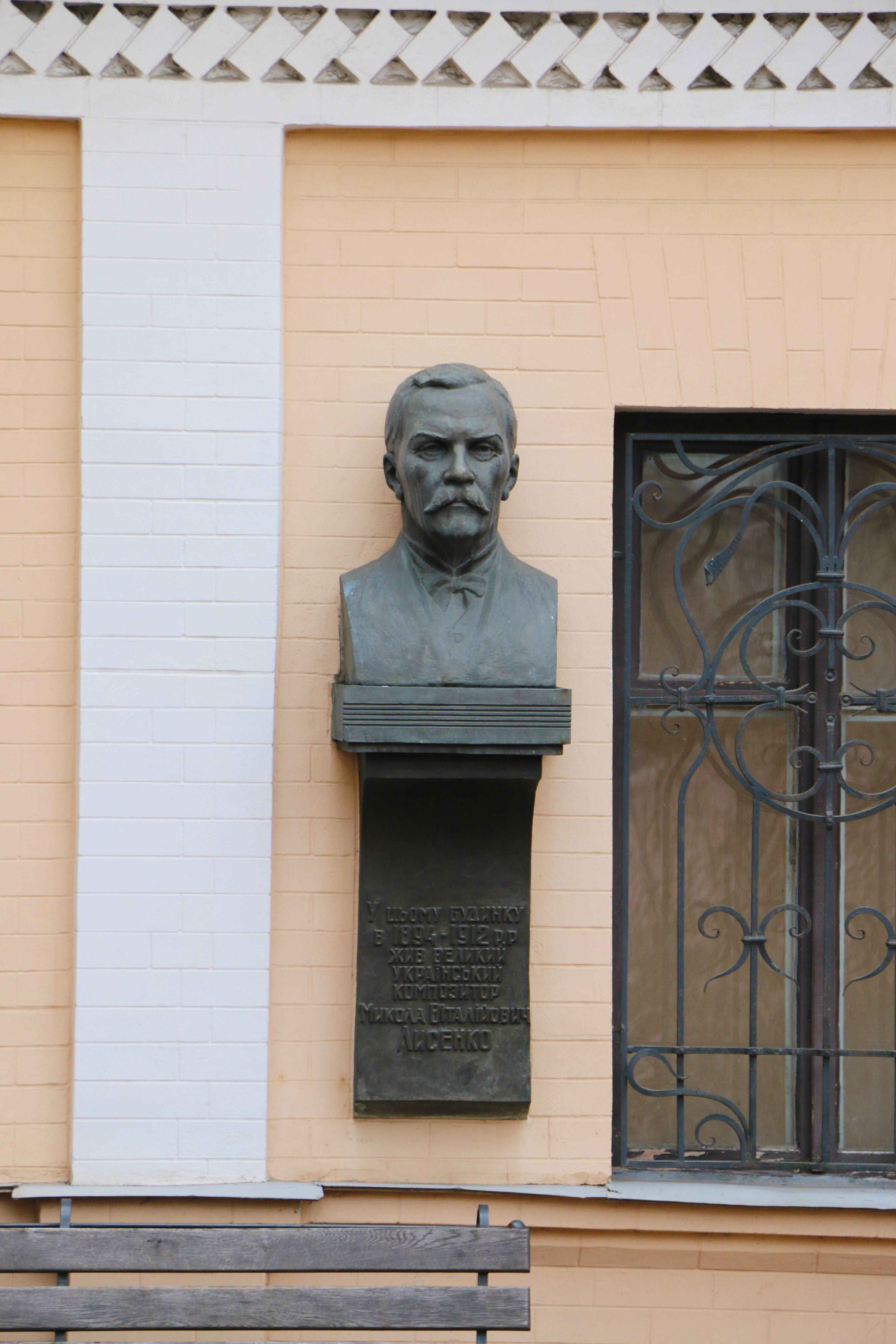
Bust-relief pe fațada Casei-muzeu

Creația lui Mîkola Lîsenko și stilul naționalist care se manifestă în ea au avut o influență imensă pentru compozitorii ucraineni de după el. Stanîslav Liudkevîci⁠(d), Oleksandr Koșîț⁠(d), Kîrîlo Stețenko⁠(d), Iakiv Stepovîi⁠(d) și, mai ales, Mîkola Leontovîci sunt câțiva din aceștia care au mărturisit o influență determinantă din partea lui Lîsenko. Deși este bine-cunoscut în Ucraina, Lîsenko rămâne a fi o figură obscură în afara țării.
Lucrările complete ale lui Lîsenko au fost publicate în 22 de volume la Kiev în perioada 1950-1959.
Un grup de compozitori și muzicieni ucraineni, printre care Ielizaveta Ceavdar⁠(d), Ariadna Lîsenko⁠(d) (nepoata compozitorului), Ievhen Rjanov, Andrii Ștoharenko⁠(d), Mîroslav Skorîk și Ievhen Stankovîci⁠(d), au fondat în 1962 Concursul Internațional de Muzică „Mîkola Lîsenko”⁠(d). Casa compozitorului din Kiev, în care a locuit din 1894 până în 1912, a fost transformată în Casa-muzeu Mîkola Lîsenko⁠(d) în 1987.

## Viață personală
Mîkola Lîsenko a fost căsătorit de două ori. Cea de-a doua căsătorie a fost cu pianista și activista Olha Lîpska⁠(d) (n. 1860 – d. 1900), cu care a avut șapte copii:
- Katerîna Lîsenko (1878-1878)
- Bohdan Lîsenko (1879-1879)
- Katerîna Masleannîkova⁠(d) (1880-1948),[48]:p. 287 pianistă
- Halîna Lîsenko-Șilo⁠(d) (1883-1964), muziciană
- Ostap Lîsenko⁠(d) (1885-1968), muzicolog
- Mariana Lîsenko⁠(d) (1887-1946), pianistă și pedagogă
- Taras Lîsenko (1900-1921)[48]:p. 256